# トレイ・ヘンドリックソン
- トレイ・ヘンドリクソン

トレイ・ヘンドリックソン（Trey Hendrickson, 1994年12月5日 - ）は、アメリカ合衆国フロリダ州オーランド出身のプロアメリカンフットボール選手。NFLのシンシナティ・ベンガルズに所属している。ポジションはディフェンシブエンド。

## 経歴

### カレッジ
フロリダ・アトランティック大学で3年間プレーした後、2017年のNFLドラフトにアーリーエントリーした。

### ニューオーリンズ・セインツ
ドラフト全体103位でニューオーリンズ・セインツから指名され、その後4年総額317万ドルのルーキー契約を結んだ。
4年目の2020年シーズンにレギュラーに定着し、15試合に出場して25タックル、13.5サックを記録した。第15週のカンザスシティ・チーフス戦ではパトリック・マホームズから2サックを記録した。

### シンシナティ・ベンガルズ
2021年3月19日にシンシナティ・ベンガルズと4年総額6000万ドルの契約を結んだ。
移籍1年目となる2021年シーズンは16試合に出場して34タックル、14サックと自己最高の成績を記録し、自身初となるプロボウルに選出された。チームはプレーオフを勝ち上がりスーパーボウルに出場したが、ロサンゼルス・ラムズに敗れた。
2023年7月27日に、ベンガルズと2025年シーズンまでの1年2,100万ドルでの契約延長に合意した。
2024年シーズンは46タックルと、リーグ最多の17.5サックを記録。4年連続となるプロボウルと、初のオールプロファーストチームに選出された。

## 詳細情報

### ベンガルズ記録
- 1シーズンにおける最多サック：17.5（2023,2024）